# Limavady (Borough)
Limavady (irisch Léim an Mhadaidh) war einer der 26 nordirischen Districts, die von 1973 bis 2015 bestanden. Der District, dessen Gebiet in der traditionellen Grafschaft Londonderry lag, besaß den Status eines Borough. Bedeutende Orte im Borough waren die Stadt Limavady, die auch Verwaltungssitz ist, sowie Dungiven und Ballykelly. Zum 1. April 2015 ging er im neuen District Causeway Coast and Glens auf.

## Limavady Council
Die Wahl zum Limavady Council am 11. Mai 2011 hatte folgendes Ergebnis:
| Partei | Partei                                    | Ergebnis 2011 | Ergebnis 2011 | Veränderung zu 2005 | Veränderung zu 2005 |
| Partei | Partei                                    | Sitze         | Stimmen       | Sitze               | Stimmen             |
| ------ | ----------------------------------------- | ------------- | ------------- | ------------------- | ------------------- |
|        | Sinn Féin                                 | 6             | 38,0 %        | 0                   | 6,9 %               |
|        | Democratic Unionist Party (DUP)           | 3             | 26,2 %        | 0                   | 2,5 %               |
|        | Social Democratic and Labour Party (SDLP) | 3             | 14,5 %        | 0                   | −9,2 %              |
|        | Ulster Unionist Party (UUP)               | 2             | 9,6 %         | 0                   | −1,8 %              |
|        | Traditional Unionist Voice                | 1             | 5,5 %         | 1                   | 5,5 %               |
|        | Alliance Party                            | 0             | 2,0 %         | 0                   | 2,0 %               |
|        | Sonstige                                  | 0             | 0,0 %         | −1                  | −10,0 %             |